# Стаубер, Джек
Джек Стаубер (англ. Jack Stauber; род. 6 апреля 1996, McKean, Пенсильвания) — американский вокалист, продюсер, музыкант, дизайнер и аниматор. Известен своими странными текстами песен и сюрреалистичными клипами. Состоял в группах Zaki и Joose как вокалист. Создал два короткометражных мультфильма под названием Shop: A Pop Opera и OPAL, а также Wishing Apple и Valentine's Day is Not for the Lonely для Adult Swim.

## Ранняя жизнь
Стаубер вырос в Маккине, штат Пенсильвания. У него есть сестра по имени Харли. 

## Дискография
Студийные альбомы
- Finite Form (2013)
- Viator (2015)
- Pop Food (2017)
- HiLo (2018)

## Награды и номинации
| Год  | Организация   | Награда                         | Результат | Примечания |
| ---- | ------------- | ------------------------------- | --------- | ---------- |
| 2020 | Shorty Awards | Creative & Media: Best in Weird | Победа    | [ 3 ]      |